# Tráfico intracelular de membranas
Los distintos compartimentos que componen las células eucariotas no son estructuras estáticas, sino todo lo contrario: son estructuras altamente organizadas y muy dinámicas. Así existe un flujo de compartimentos membranosos desde el interior de la célula hacia el exterior (transporte anterógrado) y viceversa (transporte retrógrado).
Los compartimentos celulares que intervienen en las rutas membranosas internas son:
- Retículo Endoplasmático (RE)
- ERGIC:(Endoplasmic Reticulum–Golgi Intermediate Compartment) o grupo vesicular tubular del RE,  VTC:(Vesicular-Tubular Cluster)
- Aparato de Golgi o dictiosoma
- Endosomas:
       1. Endosoma temprano (Early Endosome)
          
  2. Endosoma tardío o maduro (Late Endosome)
          
  3. Endosoma reciclante (Recycling Endosome)
- Lisosomas
- Caveolas
- Exosoma (vesícula)

## Principios del tráfico intracelular de membranas
En el proceso intervienen numerosas proteínas, las cuales: (1) permiten el desplazamiento de las vesículas a través del citoplasma, (2) especifican el destino de la vesícula, (3) permiten la fusión de la bicapa lipídica que confina los límites de la vesícula  a transportar con la unidad de membrana de la organela diana, (4) regula a todas las proteínas anteriormente mencionadas, etc. 
1. Transporte de vesículas a través del citoplasma

Las vesículas no son transportadas por el citoplasma de manera "azarosa" o "fortuita". Las moléculas se mueven de forma aleatoria (movimiento browniano) en una solución acuosa debido a la agitación térmica que estas poseen. Sin embargo, no podemos esperar este comportamiento de las vesículas ya que, en múltiples ocasiones, las vesículas se requieren en zonas específicas del citoplasma celular. Por ejemplo, en las neuronas se precisa que estas vesículas se encuentren lo más próximo a la membrana plasmática de los botones sinápticos de los telodendrones. De esta forma, cuando llegue el impulso nervioso (con la consecuente despolarización de la membrana, activación de los canales de calcio voltaje dependientes y el aumento de la concentración iónica del calcio intracelular), poder liberar su contenido.
Para el caso de las neuronas que secretan neuropéptidos, estos han de ser sintetizados por la maquinaria metabólica de la célula nerviosa, que se encuentra en el soma neuronal. Esta maquinaria comprende a los ribosomas (capaces de realizar la traducción del mRNA en colaboración con los tRNA), el retículo endoplasmático rugoso (RER) y el Aparato de Golgi (véase síntesis proteica). Las vesículas que se forman de la red trans del Aparato de Golgi tienen que viajar por el citoplasma para, desde el soma neuronal, atravesar todo el axón y llegar hasta los terminales sinápticos. Para ello, intervienen diversos elementos:
- Proteínas motoras: Estas proteínas motoras actúan como auténticos "vehículos moleculares" que, gracias a ciertas proteínas adaptadoras (en caso de necesitarlas pues hay proteínas motoras que no lo requieren), pueden "enganchar" estas vesículas para transportarlas a través del citoplasma. Las proteínas motoras más estudiadas son las quinesinas y las dineínas. Las primeras intervienen en el transporte anterógrado y las segundas en el transporte retrógrado. En el proceso consume ATP, necesario para que estas proteínas motoras realicen su andadura.
- Citoesqueleto: Gracias a los componentes del citoesqueleto, mayoritariamente los microtúbulos, las proteínas motoras pueden viajar a lo largo del citoplasma celular. Los filamentos del citoesqueleto, pues, actúan como la "carretera" o la "vía" por donde se transporta la carga.

Si bien es sabido, los microtúbulos son filamentos que presentan una alta inestabilidad, por lo que se dicen que presentan un crecimiento dinámico: crecen y se acortan con gran rapidez. Fuera del contexto de las neuronas, si una célula requiere transportar una vesícula hacia un orgánulo o cualquier otro tipo de transporte que implique el tráfico intracelular de membranas, la correcta nucleación y polimerización de microtúbulos hacia el lugar idóneo permitirá que el traslado se lleve a cabo o no.
En todos estos procesos intervienen proteínas reguladoras (que permiten el "enganche" de la carga en las proteínas motoras, que permiten la nucleación y polimerización-despolimerización preferentes, etc.) para que se lleve a cabo en correcta armonía.
Estudios recientes de un equipo de investigación del CABIMER (Centro Andaluz de Biología Molecular y Medicina Regenerativa) proponen que los centriolos que conforman los centrosomas son los encargados de dar "direccionalidad" a la nucleación de los microtúbulos. Actualmente, no se sabe cuál es la función de estas estructuras microtubulares ya que, incluso en los centrosomas, no participan en la nucleación de los nuevos microtúbulos nacientes, pues esta se produce en el material amorfo pericentriolar y dichos microtúbulos no llegan, nunca, a mantener contacto con los centriolos. Esta teoría sostiene que, debido a que ambos centriolos se disponen 90 grados entre sí, tal vez estos puedan contribuir a diferenciar gradientes de concentración intracitoplasmáticas y otros eventos situados en el espacio intracelular, dándole a la célula la capacidad de responder ante estos estímulos y, por ejemplo, permitir la nucleación de nuevos microtúbulos hacia X zona de la célula. Por ejemplo, si una mitocondria presenta una gran acumulación de daños, los centriolos (mediante Y mecanismos) podrían detectarla y permitir la mitofagia.